# Conseil de Wattle Range
Le Conseil de Wattle Range (Wattle Range Council) est une zone d'administration locale située dans la région de la Limestone Coast au sud-est de l'État d'Australie-Méridionale, en Australie.

## Localités
La principale localité de la région est Millicent.
Les autres sont : Beachport, Benara, Benara Flat, Canunda, Comaum, Coonawarra, Furner, Glencoe, Glencoe West, Glenroy, Grey, Hatherleigh, Kalangadoo, Katnook, Killanoola, Kirip, Koorine, Krongart, Leggs Lane, Maaoupe, Millicent, Mount Burr, Mount Graham, Mount McIntyre, Nangula, Nangwarry, Penola, Pompoon, Rendlesham, Rivoli Bay, Rocky Camp, Sebastapol, Short, Snuggery, Southend, St Clair, Tantanoola, Thornlea, Wattle Range et Wyrie.